# 戚姬寺遗址
戚姬寺遗址，位于山东省菏泽市定陶区城区，是中华人民共和国山东省文物保护单位之一。
2006年12月7日，授予山东省文物保护单位，是一座古寺庙遗址。现存建筑原为清代所建，文化大革命期间，戚姬寺建筑相继被拆除，寺庙变成废墟。